# Oliveira de Frades (freguesia)
Oliveira de Frades is een plaats (freguesia) in de Portugese gemeente Oliveira de Frades en telt 2410 inwoners (2001).